# Aleknagik

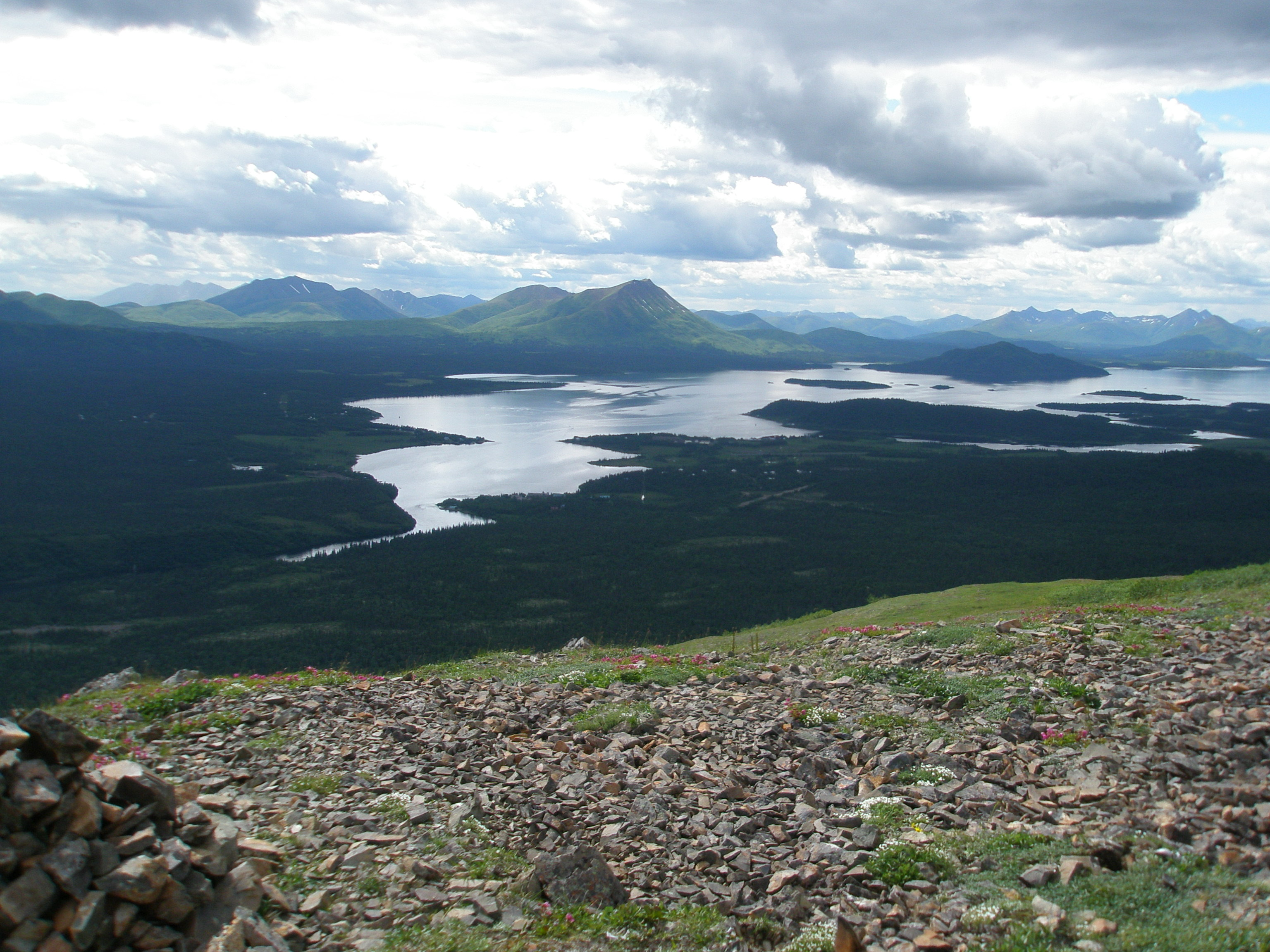
Lac Aleknagik, avec le village d'Aleknagik apparent en bas à gauche de l'image

Aleknagik est une ville d'Alaska aux États-Unis dans la Région de recensement de Dillingham. En 2010, il y avait 219 habitants.

## Situation - climat
Elle est située à la source de la rivière Wood, à l'extrémité sud-est du lac Aleknagik, à 26 km au nord-ouest de Dillingham.
La moyenne des températures va de −1 °C à 19 °C en juillet et de −16 °C à −1 °C en janvier.

## Histoire
Le lac Aleknagik et la rivière Wood ont toujours constitué des camps de pêche l'été pour les populations autochtones. Aleknagik signifiant mauvaise route pour rentrer à la maison parce que les habitants rentrant de leurs travaux s'égaraient dans le brouillard fréquent. Il y avait 55 personnes qui vivaient là en 1929, et cinq familles en 1930. Une école en rondins de bois a été construite sur la rive sud du lac, et l'un des membres de la communauté, Josie Waskeys devint la première institutrice. D'autres familles les rejoignirent, attirées par le gibier, le poisson, le bois et autres facilités. La poste a ouvert en 1937, une nouvelle école a été construite l'année suivante. Le village atteignit 78 habitants dans 30 maisons, et hébergeait une petite scierie.
À la fin des années 1940, une mission religieuse établit une autre école sur la rive nord. Et en 1950, deux églises orthodoxes furent construites. Plus de 35 familles vivaient alors tout autour du lac. En 1959, l'État entreprit la construction d'une route menant à Dillingham, elle n'était utilisable que l'été jusqu'en 1980 mais actuellement, elle a été refaite afin de pouvoir relier les deux localités tout au long de l'année.
Les habitants pratiquent une économie de subsistance à base de chasse, de pêche et de cueillette. Un aéroport se trouve à proximité du village.

## Démographie
| 1940 | 1950 | 1960 | 1970 | 1980 | 1990 | 2000 | 2010 |
| ---- | ---- | ---- | ---- | ---- | ---- | ---- | ---- |
| 78   | 153  | 181  | 128  | 154  | 185  | 221  | 219  |

## Sources et références
- (en) CIS

- (en) Cet article est partiellement ou en totalité issu de l’article de Wikipédia en anglais intitulé « Aleknagik, Alaska » (voir la liste des auteurs).

1. ↑  « Statistiques des États-Unis - Alaska - Profils des communautés de 2010 » (consulté en novembre 2020)